# A Cognaci Liga háborúja
A Cognaci Liga háborúja Itália nyolc háborújából a hetedik volt. 1526–30 között főként V. Károly német-római császár és I. Ferenc francia király között zajlott.

## Háttér
A francia uralkodók és a Habsburgok közötti, 1526-ig tartó konfliktus első szakasza az utóbbiak számára kedvezően zárult. Valójában V. Károly, miután 1525-ben a paviai csatában legyőzte, és fogságba ejtette I. Ferencet, meghódította Lombardiát. A francia király saját szabadon bocsátása érdekében kénytelen volt aláírni a nagyon szigorú, 1526-os madridi békeszerződést, amely magában foglalta az itáliai és burgundiai francia tulajdonról való lemondást, és gyermekeit túszul adta, amíg nem teljesíti a szerződés feltételeit (1526. január).
Az áprilisban kiszabadult Ferenc célja az volt, hogy visszakapja gyermekeit és a Burgundi Hercegséget.

## ACognaci Liga
Az itáliai államok, félve a franciák vereségét követő túlzott Habsburg-hegemóniától, I. Ferenchez fordultak, aki madridi fogsága után szabadságát visszanyerve, semmisnek nyilvánította az V. Károllyal kötött békét. 1526-ban VII. Kelemen pápa V. Károly hatalmának nagymértékű felemelkedésétől is tartva a Medici-család nevében támogatta a Cognaci Ligát, I. Ferenccel, a Velencei és a Firenzei Köztársasággal, meg más kisebb olasz államokkal együtt. A pápa jelenléte miatt az egyezmények között Második Szent Ligának is nevezték (az első a Cambrai-i liga, egyszerűbben Habsburg-ellenes Liga volt).
A megegyezésben 1526. május 22-én állapodtak meg, és a következő évben az VIII. Henrik angol király semlegességét garantálva teljesítette ki.
Ez a koalíció a velencei dózse és a pápa érdekeit szolgálta, akik gyakran sürgették a francia királyt, hogy küldjön katonai erősítést.
Ezt a ligát a tizenhatodik századi itáliai háborúk kontextusába illesztették be, amelyek 1494-ben kezdődtek és 1559-ben a Cateau-cambrésis-i békekötéssel értek véget, s amely az 1713-ig tartó spanyol uralom kezdetét jelentette Itáliában.

## A háború
Mielőtt azonban a háború kitört volna, egy tragikus epizód játszódott le, amely egész Európát megrázta. 1527 májusában a fizetés nélkül, majd Georg von Frundsberg parancsnok nélkül távozott császári katonák, többségében evangélikus német zsoldos lándzsásoknak, a Landsknechteknek sikerült elkerülniük a Liga csapatait Észak-Itáliában, és elhatározták, hogy megtámadják Rómát.
Körülbelül tizenkétezer Landsknchtnek sikerült behatolnia Közép-Itáliába, s megtámadni a Szent Várost, áthatolni a falakon, így 1527-ben megtörtént Róma szörnyű kirablása, melynek során maga a pápa is kénytelen volt az Angyalvárban menedéket keresni, és végül békét kötni V. Károllyal. Ilyen vereséggel szemben a pápa legalább megszerezte a császártól Firenzét (ahol időközben 1527–1530-ban megalakult a Medici-ellenes köztársaság) a Medici-család számára.
Ezzel egy időben a francia hadsereg támadást indított Odet de Foix-Lautrec tábornok, Lautrec grófjának vezetésével. Lautrec 1527 augusztusában elfoglalta Genovát, majd Alessandriát, és október 4-én kifosztotta Paviát. Ezután Bologna felé vette az irányt, ahonnan 1528. január 10-én távozott, hogy Rómát megkerülve belépjen a Nápolyi Királyságba. 1528 nyarán ostrom alá vette Nápolyt, de ott halt meg egy pestisjárvány következtében, amelyet ő maga okozott.
Ezen a ponton azonban a ligabeliek közös pénzügyi nehézségei és a Magyarországon győztes (mohácsi csata), s immár a közép-európai Habsburg-birtokok megtámadásához közel álló törökök fenyegetése arra kényszerítette V. Károlyt, hogy aláírja a számára kevésbé hátrányos megállapodást, mint amilyen az előző volt.

## A béke
Míg VII. Kelemen pápa már aláírta a barcelonai megállapodást V. Károllyal, Cambrai-ban, 1529. augusztus 5-én megállapodtak, hogy Franciaország, bár lemond itáliai követeléseiről, visszaszerezheti Burgundiát. A cambrai-i békeszerződést a két hölgy békéjének is nevezik, mivel azt nem közvetlenül a két uralkodó, hanem Savoyai Lujza, I. Ferenc anyja és Habsburg Margit, V. Károly nagynénje kötötte. Ebben a Habsburg Birodalom határozottan megerősíti uralmát Itália felett, amelynek sorsában V. Károly lesz az egyetlen és vitathatatlan döntőbíró.

## Fordítás
- Ez a szócikk részben vagy egészben  a   Guerra della Lega di Cognac című olasz Wikipédia-szócikk ezen változatának fordításán alapul.  Az eredeti cikk szerkesztőit annak laptörténete sorolja fel. Ez a jelzés csupán a megfogalmazás eredetét és a szerzői jogokat jelzi, nem szolgál a cikkben szereplő információk forrásmegjelöléseként.